# Cagdianao
Cagdianao is een gemeente in de Filipijnse provincie Dinagat Islands op het eiland Dinagat. Bij de laatste census in 2007 telde de gemeente ruim 14 duizend inwoners.

## Geografie

### Bestuurlijke indeling
Cagdianao is onderverdeeld in de volgende 14 barangays:
| - Boa - Cabunga-an - Del Pilar - Laguna - Legaspi - Ma-atas - Mabini | - Nueva Estrella - Poblacion - R. Ecleo, Sr. - San Jose - Santa Rita - Tigbao - Valencia |

## Demografie
Cagdianao had bij de census van 2007 een inwoneraantal van 14.130 mensen. Dit zijn 1.244 mensen (9,7%) meer dan bij de vorige census van 2000. De gemiddelde jaarlijkse groei komt daarmee uit op 1,28%, hetgeen lager is dan het landelijk jaarlijks gemiddelde over deze periode (2,04%). Vergeleken met de census van 1995 is het aantal mensen met 2.955 (26,4%) toegenomen.

De bevolkingsdichtheid van Cagdianao was ten tijde van de laatste census, met 14.130 inwoners op 249,48 km², 44,8 mensen per km².